# STS-3
La STS-3 è una missione spaziale del Programma Space Shuttle.
Questa fu la prima e unica missione ad atterrare alla base di White Sands.
L'obbiettivo principale fu quello di testare il braccio robotico Canadarm e la protezione termica della navetta.

## Equipaggio
| Ruolo      | Equipaggio                  | Equipaggio                  |
| ---------- | --------------------------- | --------------------------- |
| Comandante | Jack Lousma Secondo volo    | Jack Lousma Secondo volo    |
| Pilota     | Gordon Fullerton Primo volo | Gordon Fullerton Primo volo |

## Parametri della missione
- Massa:
  - Navetta al lancio: 106782 kg
  - Navetta al rientro: 93924 kg
  - OSS Carico utile: 10301 kg
- Perigeo: 241 km
- Apogeo: 249 km
- Inclinazione orbitale: 38.0°
- Periodo: 1 ora, 29 minuti, 24 secondi